# Węgierska Partia Robotnicza 2006
Węgierska Partia Robotnicza 2006 – Europejskiej Lewicy (węg. Magyarországi Munkáspárt 2006 – Európai Baloldal) – węgierska komunistyczna partia polityczna założona przez secesjonistów z Węgierskiej Komunistycznej Partii Pracujących. Liderem partii jest János Fratanolo.
Partia jest członkiem Europejskiej Partii Lewicy.
W wyborach w 2006 roku partia uzyskała 0,026 procent poparcia, a w 2010 roku 0,03 procent.